# Nicolò Molin
Nicolò Molin (1562 – 9 maggio 1608) è stato un ambasciatore della Repubblica di Venezia e committente di Villa Molin.

## Biografia
Nicolò Molin, marito di Maria Grimani, figlia del doge Marino Grimani e di Morosina Morosini, fu Savio di Terraferma e ambasciatore della Serenissima presso il Granducato di Toscana e presso la corte d’Inghilterra.
Nel 1597 l'architetto Vincenzo Scamozzi consegnò al committente Nicolò il progetto di Villa Molin, che nonostante sia stata completata in breve tempo, Nicolò poté godere a lungo della sua villa a causa della sua morte avvenuta la sera del 9 maggio 1608.